# Sombrerete
Sombrerete è una municipalità dello stato di Zacatecas, nel Messico centrale, il cui capoluogo è la località omonima.
Conta 61.188 abitanti (2010) e ha una estensione di 3.607,58 km².
Il centro del capoluogo municipale, Sombrerete, è uno dei beni che compongono il sito seriale Camino Real de Tierra Adentro, percorso stradale storico iscritto nella lista dei Patrimoni dell'umanità dell'UNESCO nel 2010.
La località deve il suo nome ad un colle a forma di sombrero presente nella municipalità.

## Monumenti e luoghi di interesse
- Chiesa di San Francisco
- Chiesa di San Domingo
- Chiesa di San Giovanni Battista